# Chrome 400系列显卡

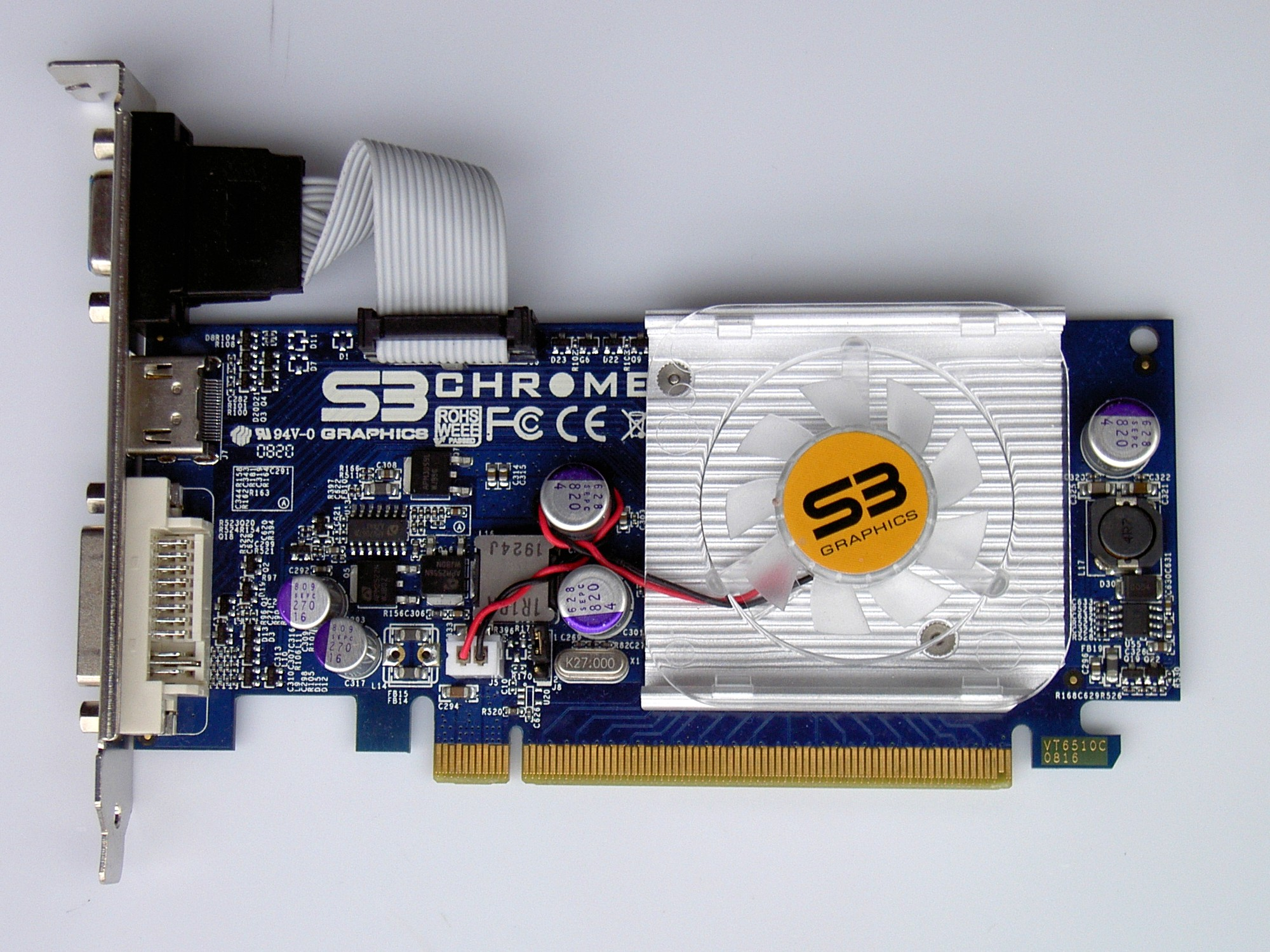
一张Chrome440GTX 256MB显卡

Chrome 400系列顯示卡是威盛旗下子公司S3 Graphics的產品，特色是其高清晰影片播放功能，和核心的低功耗。由於顯示核心只支援64-bit顯示記憶體，普遍認為VIA已調整策略，不再追求核心的效能，已轉注顯示卡的影像播放表現。首批Chrome 400系列顯示卡於2008年2月底推出，型號包括Chrome 430和Chrome 440等。

## 產品技術
Chrome 400 顯示核心採用 65 nm 製程，支援64-bit顯示記憶體頻寬，使用可程式化統一渲染架構，支援微軟的DirectX 10.1，OpenGL 2.1、PCI-Express 2.0規格。並且支援Chromotion HD 2.0影片加速技術和Power Wise節能技術。
由於ATI和NVIDIA的影像加速技術已支援新的高清格式，而舊有的Chromotion影像引擎已不能滿足要求。所以VIA將Chromotion版本提升至HD 2.0，並新增支援對H.264/MPEG-4 AVC和VC-1的硬體加速。與NVIDIA的PureVideo技術一樣，Chrome 400亦支援AES 128硬體解碼。
Power Wise與ATI的PowerPlay技術有异曲同工之妙，採用新的演算法和功耗控制機制，能隨時保持性能與功耗之間的最佳平衡，以滿足筆記型電腦和小型PC對性能與功耗的雙重要求，並延長電池續航時間。
Chrome 400 顯示核心支援HDMI輸出及內建HD Audio控制器，無須外接音效接線就可以提供HDMI連音效輸出，並支援HDCP保護技術，並且同時支援最新的DisplayPort輸出。
為了彰顯核心的GPGPU能力，S3 Graphics推出了S3FotoPro軟體。透過核心運算，可以提升圖片的質量，例如加強清晰度和饱和度。

## 產品型號

### Chrome 430 GT
VIA Chrome 400系列第一張發佈的顯示卡。此卡的定位是入门级，核心頻率是625MHz；顯示記憶體採用了DDR2規格，頻率是1000MHz。與NVIDIA的顯示卡相似，核心和Stream Processor的頻率是非同步的。而此卡的Stream Processor頻率是900MHz。

### Chrome 440 GTX
是系列中的第二款顯示卡，核心頻率是725MHz；顯示記憶體採用了GDDR3規格，但頻寬只有64-bit。核心支援Chromotion影像引擎，用作加速視頻播放。與前作相比，加入了双高清影片播放功能，與NVIDIA看齊。

### Chrome 400 ULP
在2008年9月，S3推出了流動產品線的Chrome 400 ULP系列低功耗顯示卡。其中Chrome 430 ULP的最低功耗不足7w。支援DirectX 10.1，以及H.264、MPEG2、MPEG-4、VC-1、WMV-HD、AVS、AVC等高清晰影片解碼，支援藍光播放，PowerWise節能技術。
Chrome 400 ULP具備三種不同型號：針對Netbook設計的Chrome 430 ULP、針對輕薄手提電腦的Chrome 435 ULP以及針對台式機替代型手提電腦的Chrome 440 ULP。

## 另見
- 威盛處理器列表

## 外部連結
- S3 Graphics Chrome 400 Series
- PCPOP.COM - S3新DX10.1显卡解析测试（页面存档备份，存于）